# Kerry McCoy
Kerry R. McCoy (* 2. August 1974 in Riverhead, Long Island, New York) ist ein ehemaliger US-amerikanischer Ringer. Er war Vize-Weltmeister 2003 und Olympiateilnehmer 2000 und 2004 im freien Stil im Schwergewicht.

## Werdegang
Kerry McCoy besuchte die High School in Middle Island, New York und begann dort im Jahre 1987 mit dem Ringen. Als High-School-Ringer bestritt er im freien Stil 168 Kämpfe, von denen er 150 gewann. Anschließend besuchte er die Pennsylvania State University. Er wurde zu diesem Zeitpunkt auch Mitglied des New York Athletic Club. Bei einer Größe von 1,88 Metern war er zu einem vollen Schwergewichtler von ca. 125 kg Körpergewicht (KG) herangewachsen. Seine Trainer waren Hachiro Oishi, Greg Strobel und Kevin Jackson.
Die internationale Ringerlaufbahn von Kerry McCoy begann bereits im Jahre 1990, als er bei der Junioren-Weltmeisterschaft (Cadets) in Szombathely in der Gewichtsklasse bis 83 kg KG hinter Lucka Kochija aus der Sowjetunion den 2. Platz belegte. 1992 wurde er dann in Cali, Kolumbien in der Gewichtsklasse bis 88 kg KG sogar Junioren-Weltmeister vor Miguel Molina Domínguez aus Kuba und Şaban Seçkin aus der Türkei.
1993 gewann er die USA-Studentenmeisterschaft der AAU (Amateur Athleten Union) und wurde daraufhin bei den Panamerikanischen Spielen dieses Jahres im Schwergewicht (damals bis 100 kg KG) eingesetzt. Er siegte dort vor Wayne Weathers aus Kanada und Luis Márquez aus Puerto Rico.
Nach 1993 wurde die internationale Laufbahn von Kerry McCoy für fünf Jahre unterbrochen. Grund dafür war Bruce Baumgartner, der überragende US-amerikanische Freistilringer im Superschwergewicht jener Jahre, Olympiasieger und mehrfacher Weltmeister, der für Kerry McCoy keinen Startplatz freimachte.
Dieser konnte aber auf nationaler Ebene, vor allem als Studentenringer, einige weitere Erfolge erzielen. Er wurde 1994 NCAA-Champion, kam 1995 bei diesen Meisterschaften auf den 3. Platz und holte sich 1997 zum zweiten Mal den Titel bei den NCAA-Championships (NCAA = US-amerikanischer Hochschul-Sportverband). Auch bei den US-amerikanischen Meisterschaften platzierte er sich zwischen 1994 und 1999 immer im Vorderfeld. 1996 und 1997 wurde er Vizemeister.
Nach dem Rücktritt von Bruce Baumgartner gewann Kerry Mc Coy 1998 die Weltmeisterschaft-Ausscheidung vor Tolly Thompson und konnte deshalb in diesem Jahr erstmals bei einer Weltmeisterschaft starten. In Teheran besiegte er dabei im Schwergewicht mit Andrei Schumulin aus Russland, Sven Thiele aus Deutschland und Aydın Polatçı aus der Türkei drei hochkarätige Athleten. Im Halbfinale unterlag er aber gegen Alexis Rodríguez Valera aus Kuba. Im abschließenden Kampf um die Bronzemedaille traf er dann erneut auf Andrei Schumilin und unterlag mit 0:3 Techn. Punkten. Mit dem 4. Platz konnte er als WM-Debütant, angesichts der enorm starken Konkurrenz, sehr zufrieden sein.
1999 kam Kerry McCoy sowohl bei der USA-Meisterschaft, als auch bei den WM-Trials jeweils hinter Stephen Neal auf den 2. Platz und wurde bei der Weltmeisterschaft nicht eingesetzt. Er siegte dafür in diesem Jahr beim Weltcup in Spokane. Dabei gelangen ihm Siege über Ebrahim Mehrabi aus dem Iran, Wayne Weathers aus Kanada, Sven Thiele und Alexis Rodríguez Valera.
Im Jahre 2000 wurde er erstmals US-amerikanischer Meister im Schwergewicht. Diesen Erfolg wiederholte er bis zum Jahre 2004 noch viermal. Seine Hauptrivalen waren dabei Tolly Thompson, Stephen Neal, Tom Eriksson, Steve Mocco und Thomas Rowlands. Er siegte 2000 auch bei den Olympia-Trials und hatte sich damit einen Startplatz bei den Olympischen Spielen in Sydney erkämpft. Dort siegte er zunächst über Mirabi Walijew aus der Ukraine und Racab Aşabalıyev aus Aserbaidschan und verlor im Viertelfinale gegen Artur Taymazov, der später die Silbermedaille gewann und 2004 und 2008 Olympiasieger wurde, knapp mit 9:11 techn. Punkten. Mit einem weiteren Sieg über Aljaksej Mjadswedseu aus Belarus erkämpfte er sich noch den fünften Platz.
2001 vertrat Kerry McCoy die Vereinigten Staaten wieder bei der Weltmeisterschaft in Sofia. Nach Siegen über Ottó Aubéli aus Ungarn und Gelegschamtsyn Ösöchbajar aus der Mongolei verlor er gegen David Musuľbes aus Russland und Alexis Rodríguez Valera und kam auf den vierten Platz.
2002 siegte er wieder bei den WM-Trials. Sein Gegner war Thomas Rowlands. Bei der Weltmeisterschaft jenes Jahres in Teheran konnte er aber nicht starten, weil die Vereinigten Staaten zu dieser Meisterschaft keine Ringer entsandten. 2003 war er aber bei der Weltmeisterschaft in New York wieder am Start. Er siegte dort über Duane van Staden aus Südafrika, Davud Məhəmmədov aus Aserbaidschan, Marid Mutalimow aus Kasachstan und Alireza Rezaei aus dem Iran und unterlag erst im Finale gegen Artur Taymazov, womit er die WM-Silbermedaille gewann.
Im Jahre 2004 startete Kerry McCoy nach einem Sieg bei den Olympia-Trials vor Tolly Thompson in Athen zum zweiten Mal bei Olympischen Spielen. Nach Siegen über Francesco Miano-Petta aus Italien und Juri Mildzikow aus Kirgisistan unterlag er in seinem dritten Kampf gegen Marid Mulatimow, womit er ausschied und den siebten Platz belegte.
Nach diesen Spielen erklärte er seinen Rücktritt vom Ringersport. Er war bereits seit 1997 als Assistenztrainer an der Pennsylvania State University tätig gewesen. Von 2005 bis 2008 war er Cheftrainer an der Stanford-University und seit 2009 ist er Cheftrainer an der University of Maryland. Daneben trainierte er auch die Ringer des Lehigh Valley AC in Bethlehem, Pennsylvania und die des Terrapin Wrestling Club College Park, MD. Darüber hinaus war er bei zwei Weltmeisterschaften Cheftrainer der US-amerikanischen Freistilmannschaft und übte auch im US-amerikanischen Ringerverband wichtige Funktionen aus. Er wohnt mit seiner Familie in Palo Alto.

## Internationale Erfolge
| Jahr | Platz | Wettbewerb                               | Gewichtsklasse | |
| 1990 | 2.    | Junioren-WM in Szombathely               | bis 83 kg KG   | hinter Lucka Kochija, Sowjetunion, vor Miguel Molina Domínguez, Kuba, und Csaba Virág, Ungarn                                                                                                   |
| 1992 | 1.    | Junioren-WM in Cali, Kolumbien           | bis 88 kg KG   | vor Miguel Molina Domínguez und Şaban Seçkin, Türkei |
| 1993 | 1.    | Panamerikanische Meisterschaft           | Schwer         | vor Wayne Weathers, Kanada, und Luis Márquez, Puerto Rico |
| 1998 | 2.    | Goodwill-Games in New York City          | Schwer         | hinter Andrei Schumilin, Russland, vor Aydın Polatçı, Türkei, Rasoul Khadem und Alireza Rezaei, beide Iran                                                                                      |
| 1998 | 4.    | WM in Teheran                            | Schwer         | mit Siegen über Sven Thiele, Deutschland, und Andrei Schumilin, einer Niederlage gegen Alexis Rodríguez Valera, Kuba, einem Sieg über Aydın Polatçı und einer Niederlage gegen Andrei Schumilin |
| 1999 | 1.    | Weltcup in Spokane                       | Schwer         | mit Siegen über Sven Thiele, Alexis Rodríguez Valera, Wayne Weathers und Ebrahim Mehrabi, Iran                                                                                                  |
| 2000 | 1.    | Weltcup in Fairfax                       | Schwer         | vor Oleg Chorpjakow, Russland, Alireza Rezaei und Mirabi Walijew, Ukraine |
| 2000 | 1.    | Panamerikanische Meisterschaft           | Schwer         | vor Gamalier Coats Caleano, Dominikanische Republik, und Alexis Rodríguez Valera |
| 2000 | 5.    | OS in Sydney                             | Schwer         | mit Siegen über Mirabi Walijew und Racab Aşabalıyev, Aserbaidschan, einer Niederlage gegen Artur Taymazov, Usbekistan, und einem Sieg über Aljaksej Mjadswedseu, Belarus                        |
| 2001 | 1.    | Manitoba-Open                            | Schwer         | vor Eric Kirschner und Carl Panero, bde. Kanada |
| 2001 | 1.    | Weltcup in Baltimore                     | Schwer         | vor Aydın Polatçı, Ebrahim Mehrabi und Nikolai Telegin, Russland |
| 2001 | 4.    | WM in Sofia                              | Schwer         | mit Siegen über Ottó Aubéli, Ungarn, und Gelegschamtsyn Ösöchbajar, Mongolei, und Niederlagen gegen David Musuľbes, Russland, und Alexis Rodríguez Valera                                       |
| 2002 | 1.    | Weltcup in Spokane                       | Schwer         | vor Oleg Chorpjakow, Gelegschamtsyn Ösöchbajar und Sven Thiele |
| 2003 | 1.    | Titan-Games in San José                  | Schwer         | vor Alexis Rodríguez Valera |
| 2003 | 3.    | Weltcup in Boise                         | Schwer         | hinter Sven Thiele und Kuramagomed Kuramagomedow, Russland, vor Serhij Prjadun, Ukraine |
| 2003 | 2.    | Turnier in Taschkent                     | Schwer         | hinter Artur Taymazov, Usbekistan, vor Jamal Esmail, Katar, und Nikolai Telegin |
| 2003 | 1.    | Panamerikanische Spiele in Santo Domingo | Schwer         | vor Edgar A. Bearre Yaner, Venezuela, und Alexis Rodríguez Valera |
| 2003 | 2.    | WM in New York                           | Schwer         | mit Siegen über Duane van Staden, Südafrika, Davud Məhəmmədov, Aserbaidschan, Marid Mutalimow, Kasachstan, und Alireza Rezaei und einer Niederlage gegen Artur Taymazov                         |
| 2004 | 1.    | Manitobe-Open                            | Schwer         | vor Chrix Cox und Derek Lauder, bde. Kanada |
| 2004 | 7.    | OS in Athen                              | Schwer         | mit Siegen über Francesco Miano-Petta, Italien, und Juri Mildzikow, Kirgisistan, und einer Niederlage gegen Marid Mutalimow                                                                     |

Anm.: alle Wettbewerbe im freien Stil, Schwergewicht, bis 1996 bis 100 kg KG, danach bis 130 kg bzw. ab 2002 bis 120 kg KG, OS = Olympische Spiele, WM = Weltmeisterschaft

## Nationale Erfolge
| Jahr | Platz | Wettbewerb                      | Gewichtsklasse |                                                       |
| 1993 | 1.    | USA-Jun.-Studentenmeisterschaft | Schwer         |                                                       |
| 1994 | 1.    | NCAA-Championships              | Superschwer    | vor Justin Greenlee und Tony Vaughn                   |
| 1994 | 4.    | USA-Meisterschaft               | Superschwer    | 1. Bruce Baumgartner                                  |
| 1995 | 3.    | NCAA-Championships              | Superschwer    | hinter Tolly Thompson und Justin Greenlee             |
| 1995 | 3.    | USA-Meisterschaft               | Superschwer    | 1. Bruce Baumgartner                                  |
| 1996 | 2.    | USA-Meisterschaft               | Superschwer    | hinter Bruce Baumgartner                              |
| 1997 | 1.    | NCAA-Championships              | Schwer         | vor Stephen Neal und Tolly Thompson                   |
| 1997 | 2.    | USA-Meisterschaft               | Schwer         | hinter Tom Eriksson                                   |
| 1998 | 5.    | USA-Meisterschaft               | Schwer         | 1. Tolly Thompson                                     |
| 1998 | 1.    | WM-Trials                       | Schwer         | vor Tolly Thompson                                    |
| 1999 | 3.    | USA-Meisterschaft               | Schwer         | hinter Stephen Neal und Tolly Thompson                |
| 1999 | 2.    | WM-Trials                       | Schwer         | hinter Stephen Neal                                   |
| 2000 | 1.    | USA-Meisterschaft               | Schwer         | vor Stephen Neal, Tolly Thompson und Tom Eriksson     |
| 2000 | 1.    | Olympia-Trials                  | Schwer         | vor Stephen Neal                                      |
| 2001 | 1.    | USA-Meisterschaft               | Schwer         | vor Tolly Thompson, Angelo Borzio und Thomas Rowlands |
| 2001 | 1.    | WM-Trials                       | Schwer         | vor Stephen Neal und Tolly Thompson                   |
| 2002 | 1.    | USA-Meisterschaft               | Schwer         | vor Tolly Thompson und Brian Keck                     |
| 2002 | 1.    | WM-Trials                       | Schwer         | vor Thomas Rowlands                                   |
| 2003 | 1.    | USA-Meisterschaft               | Schwer         | vor Tolly Thompson und Brian Keck                     |
| 2003 | 1.    | WM-Trials                       | Schwer         | vor Tolly Thompson                                    |
| 2004 | 1.    | USA-Meisterschaft               | Schwer         | vor Steve Mocco und Tolly Thompson                    |
| 2004 | 1.    | Olympia-Trials                  | Schwer         | vor Tolly Thompson                                    |

Anm.: alle Wettbewerbe im freien Stil, Superschwergewicht, bis 1996 bis 130 kg KG, danach abgeschafft, Schwergewicht, von 1997 bis 2001 bis 130 kg, ab 2002 bis 120 kg KG